# Pedro Luis Ozta y Múzquiz

Pedro Luis Ozta y Múzquiz (Elvetea (Navarra), 11 de octubre de 1742 - Logroño, 20 de enero de 1789), eclesiástico español, que fue obispo de Calahorra y La Calzada.

## Biografía
Arcediano de Talavera, Dignidad de la misma Iglesia y Canónigo de ella. Señor de la villa de Arnedillo.

### Episcopado
Nombrado obispo de Calahorra y La Calzada el 27 de junio de 1785, su consagración como obispo de Calahorra y La Calzada tuvo lugar el 24 de agosto de ese mismo año por Francisco Antonio de Lorenzana y Butrón, arzobispo de Toledo, auxiliado por Felipe Pérez Santa María, obispo titular de Constantia in Arabia, y Francisco Mateo Aguiriano y Gómez, obispo titular de Tagaste.

### Fallecimiento
Permaneció en la trono episcopal calagurritano hasta que falleció el 20 de enero de 1789.